# Rue Savorgnan-de-Brazza
La rue Savorgnan-de-Brazza est une voie du 7e arrondissement de Paris, en France.

## Situation et accès
La rue Savorgnan-de-Brazza est une voie publique située dans le 7e arrondissement de Paris. Elle débute au 68, avenue de La Bourdonnais et se termine place Joffre.
Le quartier est desservi par la ligne 8 à la station École Militaire.

## Origine du nom
Elle porte le nom de l'explorateur Pierre Savorgnan de Brazza (1852-1905), qui donna aussi son nom à Brazzaville.

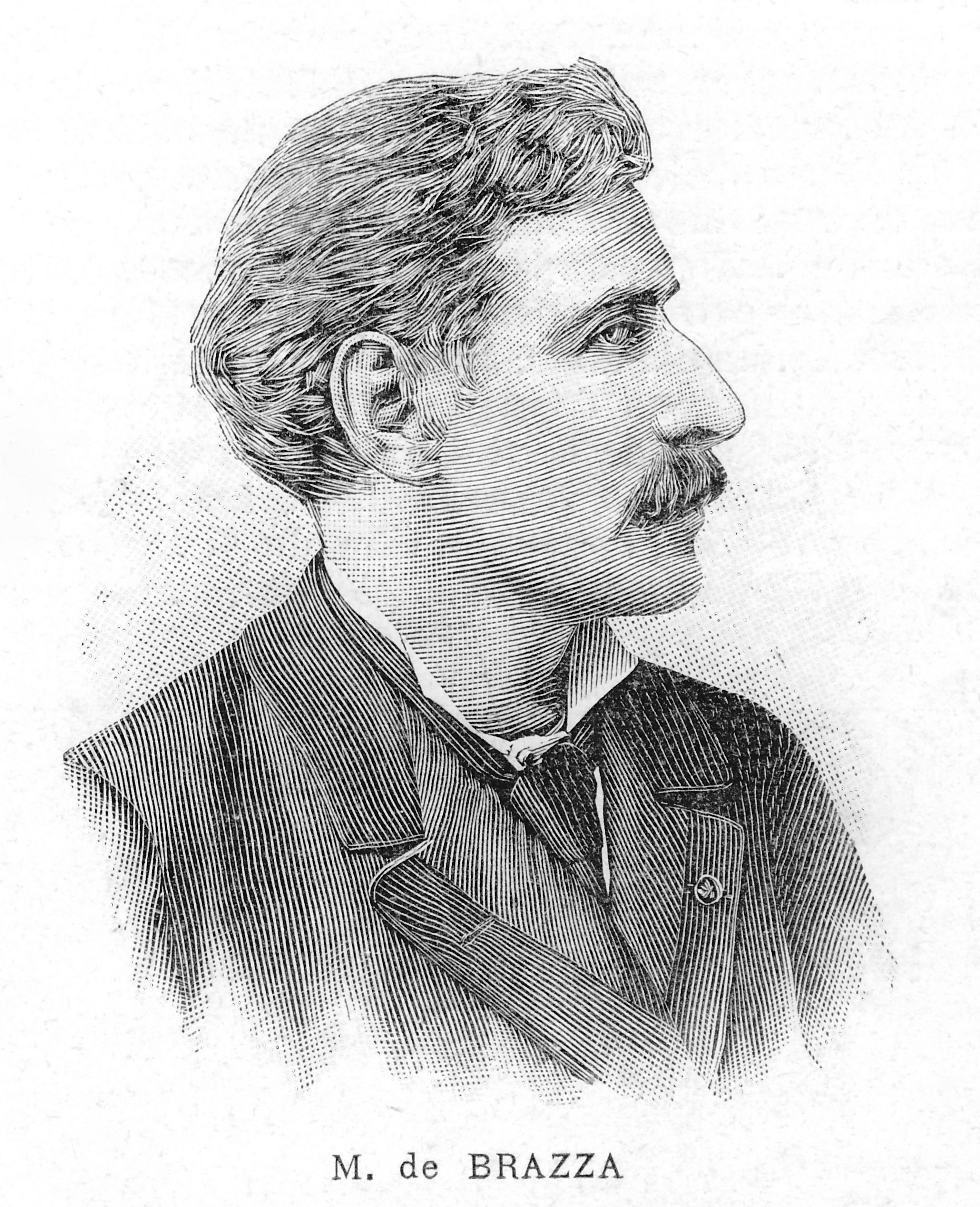
Gravure parue dans l’Illustration en février 1898.
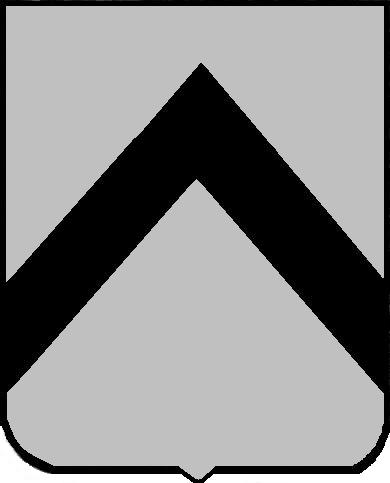
Armes des Savorgnan.

## Historique
La rue a été ouverte, par la ville de Paris, sur un terrain qui faisait partie du Champ-de-Mars jusqu'au début du XXe siècle et a pris sa dénomination actuelle par un arrêté du 24 juin 1907. La démolition de la galerie des Machines, en bordure de laquelle se trouve le tracé de la rue, en 1909, a été l'occasion de lotir et de bâtir les deux ailes de l'esplanade, qui appartenaient jusqu'alors à la zone non ædificandi. Des immeubles bourgeois en pierre de taille ont été construits, principalement après la Première Guerre mondiale.

## Bâtiments remarquables et lieux de mémoire
- No 1 : l’artiste-peintre Marie Laurencin (1883-1956) y est domiciliée en 1931[3] ; en 1943, elle y occupe un atelier au dernier étage ; le 13 novembre 1943, elle y reçoit l’écrivain allemand Ernst Jünger, qui rapporte que l’atelier ressemble à une maison de poupée, ou à ces jardins des bonnes fées dans les contes. La couleur dominante est celle qu’elle préfère, un vert frais mêlé d’un peu de rose[4].
- No 6 : l’homme politique Georges Berthoulat (1859-1930) y est décédé en son domicile le 6 juillet 1930[5].